# 47-о средно училище „Христо Г. Данов“
47 средно училище „Христо Г. Данов“ се намира в София. Открито е като VII софийска народна мъжка прогимназия в началото на учебната 1909 – 1910 година.
Пръв директор на прогимназията е Илия Г. Григориев. За учебната 1911 – 1912 година прогимназията се мести в нова сграда. За първи път училище в квартал „Ив. Вазов“ е открито към края на ноември 1925 г. като клон от основно училище „Тодор Минков“. В следващата 1926 – 1927 учебна година вследствие от увеличения брой ученици то става самостоятелно от 20 ноември 1926 г.
На 19 март 1927 г. с протокол № 7 по решение на учителския съвет училището приема името „Христо Г. Данов“, утвърдено със заповед № 1360 от 15.V.1927 г. на Министерството на народната просвета. За патронен празник на училището се избира датата 11 декември. От 1928 – 1929 учебна година до 1931 – 1932 учебна година директор на училището е Цвятко Стоянов. След него длъжността заемат още няколко директори.
Англо-американските бомбардировки на София на 20 декември 1943 г. тежко разрушават сградата на училището.
От 1 декември 1944 г. директор на VII ОУ „Христо Г. Данов“ става Радка Маркова. На 15 септември 1947 г. тържествено е открита новата 1947 – 1948 учебна година в собствена ремонтирана училищна сграда на ул. „Димитър Манов“ № 18, където е и до днес.